# Banyera
|  | Per a altres significats, vegeu «Banyera (nàutica)». |

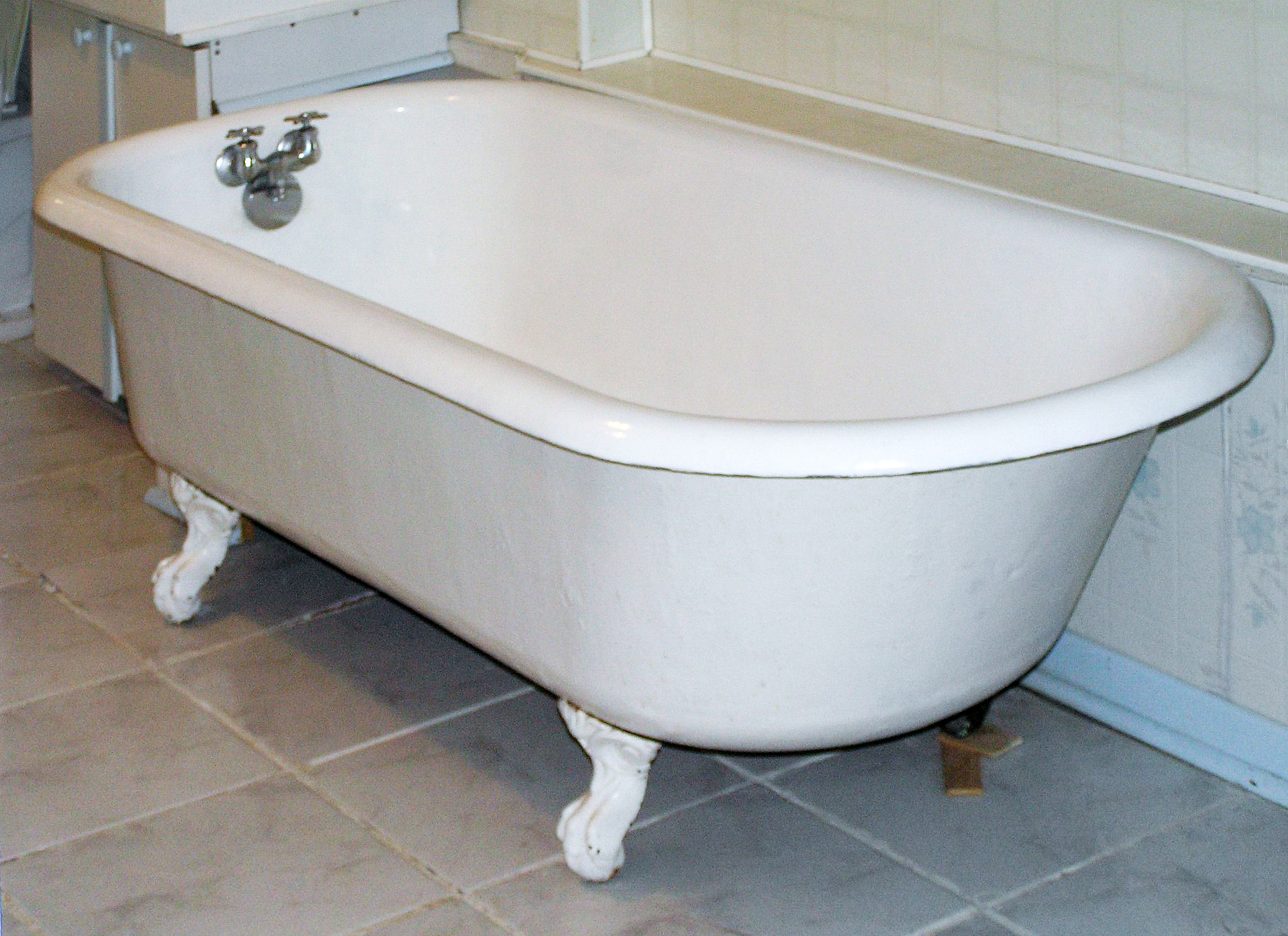
Banyera de ferro colat.

Una banyera és un recipient que serveix per banyar-se i rentar-se. La seva etimologia deriva de bany, del llatí balneum, amb el mateix significat, i alhora del grec antic βαλανεῖον (balaneion, bany públic).
Peça bàsica de les cambres de bany, les banyeres modernes més econòmiques es fabriquen en fibra de vidre o fibra acrílica; també n'hi ha en porcellana, pisa, acer, ferro colat, acer estampat i fusta (tradicionals al Japó). Tradicionalment, la majoria de les banyeres eren aproximadament rectangulars, encara que amb l'arribada de les banyeres acríliques, hi ha més formes possibles. Generalment són blanques, encara que també n'hi ha d'altres colors. Les banyeres modernes poden tenir o no aixetes muntades damunt. A més, poden ser encastades, lliures o "submergides" en el terra. La banyera es troba normalment en la cambra de bany, sigui com una peça autònoma o en conjunció amb una dutxa.

## Història

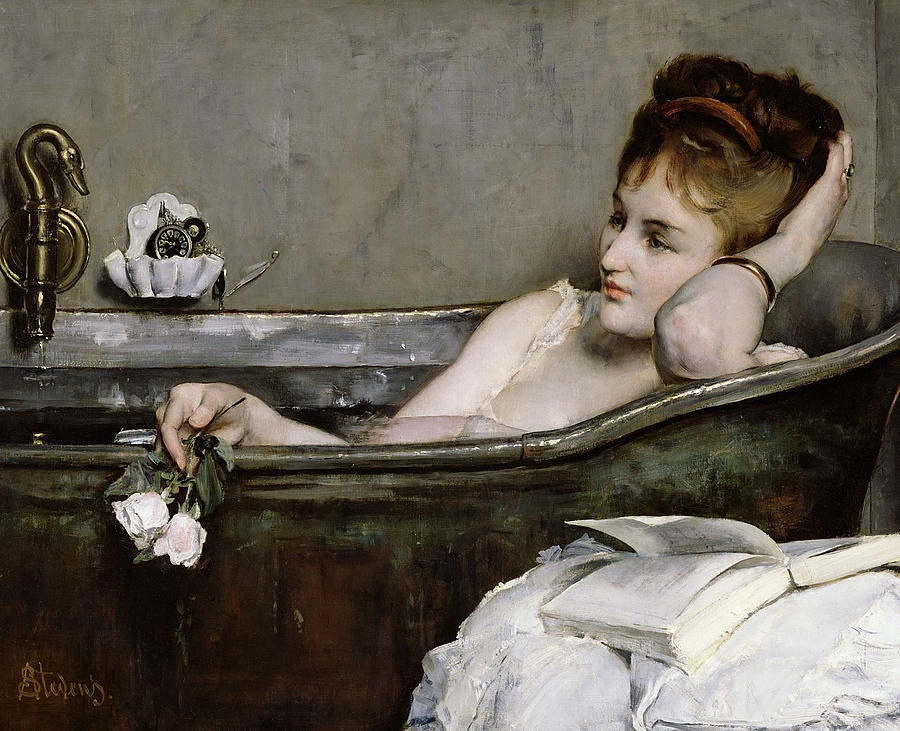
Alfred Stevens: El bany (1867). Museu d'Orsay

La qualitat diferencial de la banyera respecte d'altres formes d'higiene i de relaxació és el seu caràcter privat. Tot i l'escassetat i dificultat interpretativa de fonts i referències sobre la banyera al món antic, la relativa abundància de restes arqueològiques i iconografia artística, permeten especular que va ser un objecte d'ús tant al llunyà i mig orient com a la Grècia clàssica.
Un exemple arqueològic emblemàtic de la major i més antiga banyera de caràcter no privat és el "Gran Bany de Mohenjo Daro", una mena de piscina municipal, amb escales que baixaven fins a l'aigua. Les banyeres individuals més antigues es daten a Babilònia cap al 1800 a. C.
A Europa, les excavacions als palaus micènics revelen estades reconeixibles com 'quartos de bany', informació que concorda amb les escenes relatades als poemes homèrics, on els herois, abans de dinar, prenen un bany en una banyera mentre un servent ruixava la seva esquena amb aigua escalfada en un recipient sobre una trespeus. Abans del període hel·lenístic les instal·lacions es limiten a una pila circular amb un peu elevat que només permet ablucions rituals; a partir del segle iv aC apareix el loutron, peça destinada al bany. Als gimnasos, a més de les piscines i banys públics tradicionals, s'instal·len estufes per a la sudació i banyeres d'interior a la part superior de les instal·lacions. A les riques cases hel·lenístiques de la ciutat d'Olint, totes mostren una peça amb una banyera i una paret termògena, si bé es tracta d'un cas aïllat de luxe.
En la higiene personal hi ha pocs avenços des de l'edat mitjana fins al segle xix, quan apareixen a l'occident de la il·lustració models precursors de les banyeres modernes. Això no obstant, el seu ús no s'estendrà fins ben avançat aquest segle amb l'aparició de la banyera a l'anglesa i les primeres banyeres mòbils de ferro anomenades com a tals. El desenvolupament de la societat industrial, els invents i avenços en el camp de la fontaneria, i la consciència despertada per descobriments medico científics com els de Pasteur en aquesta segona meitat del segle xix, van convertir un objecte abans exòtic en un article de consum necessari, gairebé vital, de la civilització occidental.
El procés per a esmaltar banyeres de ferro colat va ser inventat per l'escocès David Dunbar Buick, qui més tard va inventar el motor OHV i va fundar la Buick Motor Company.

## Banyera d’hidromassatge
Un perfeccionament de les banyeres, relativament recent, són els models d'hidromassatge.
Una banyera d'hidromassatge és una tina amb aigua calenta, amb diferents broquets, per fer moure l'aigua, mitjançant un motor que és en essència en el que es basa la banyera d'hidromassatge
Les banyeres d'hidromassatge poden disposar d'un sistema d'il·luminació per cromoteràpia i algunes altres incorporen un sistema d'inducció de fragàncies per a proveir aromateràpia a l'aigua. L'aigua en un hot tub o spa es canvia de mitjana de 3 o 4 mesos, ja que incorporen un sistema de filtració, i per sanitizer l'aigua la majoria tenen com a opció d'incorporar un ozó, més l'ús d'un desinfectant addicional que pot ser diclor o brom. Es poden utilitzar dins de la casa o a la intempèrie.
Els primers hot tubs eren uns barrils de fusta, amb aigua temperada per un calefactor a llenya i dissenyat especialment per a usar-lo a la intempèrie.

## Banyeres famoses

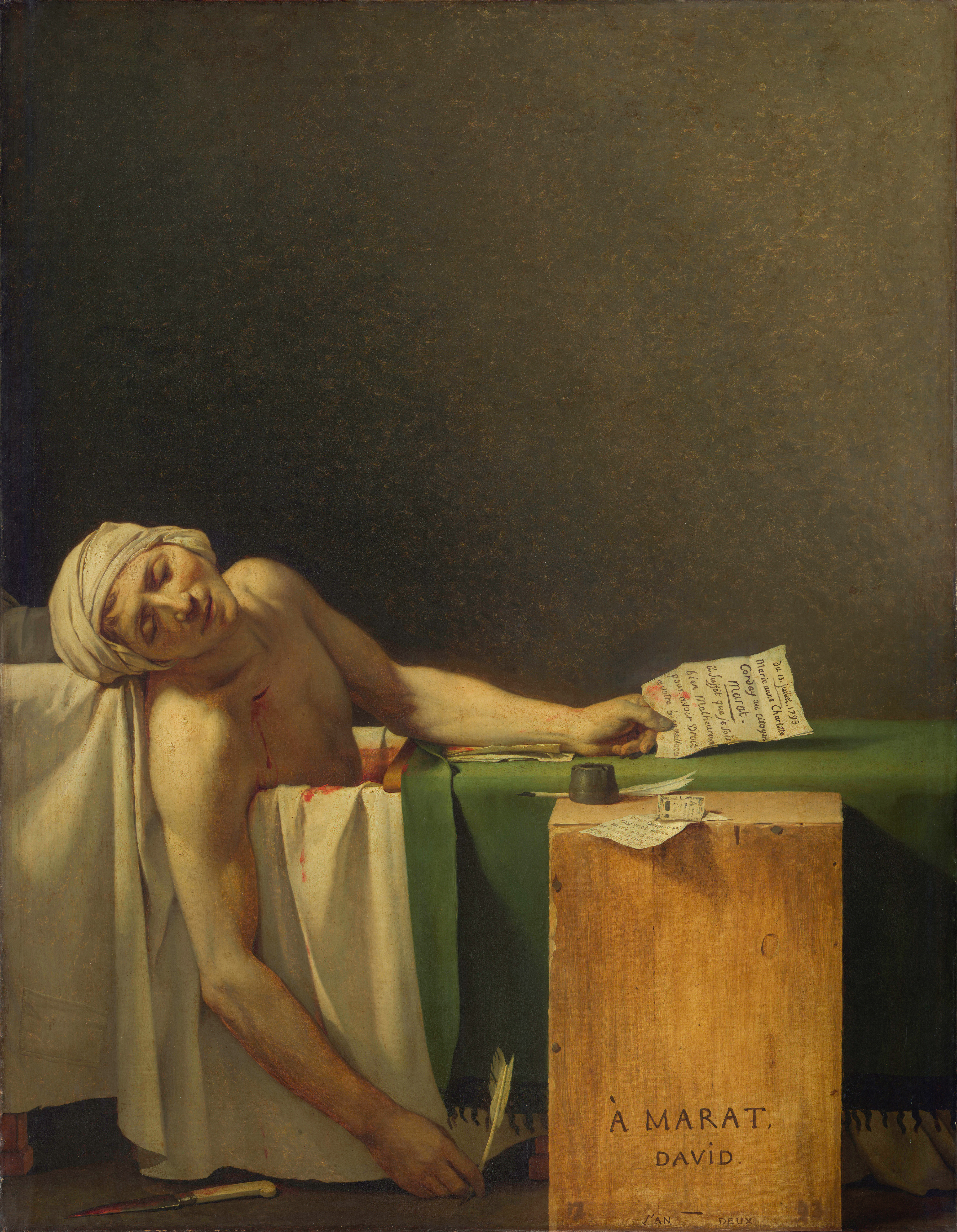
Jacques-Louis David : La mort de Marat (1793)

- La banyera més famosa de l'antiguitat va ser la del savi Arquimedes. Anècdota, llegenda o realitat, la veritat és que algun tipus de recipient (fora tina, cubell o banyera) va resultar ser clau per descobrir i enunciar la 'llei' física coneguda com a principi d'Arquimedes.[16]
- Explica Plini,[17] que Popea, esposa de Neró, portava en la seva comitiva cinc-centes ruques per banyar-se en la seva llet, és de suposar que també portava una banyera.[18] En aquest capítol de bellesa també podria incloure's la banyera de la reina egípcia Cleòpatra VII (amb el mateix contingut),[19] i la de Paulina Bonaparte, germana de Napoleó.[20]
- Al seu testament, Pere el Gran va disposar que el seu cadàver rebés sepultura al Monestir de Santes Creus, i en una banyera de pòrfir vermell, que l'almirall Roger de Llúria va portar des de Sicília, com els seus avantpassats Enric VI i Frederic II, enterrats així mateix en banyeres romanes de pòrfir, reutilitzades com a sarcòfags.[21]
- Tristament famosa seria la banyera de Jean-Paul Marat, en què l'estadista de la Revolució Francesa se submergia durant llargues hores per aplacar una malaltia de la pell, i en què va morir apunyalat per la jove Charlotte Corday.[22] Així ho descriu Alphonse de Lamartine en el llibre 44 de la seva Història dels girondins: Marat, cobert a la seva banyera per un drap brut i tacat de tinta, no tenia fora de l'aigua més que el cap, les espatlles, la cimera del bust i el braç dret.[23]
- Banyera portàtil de Napoleó Bonaparte.[24][25]
- El navegant solitari Joshua Slocum va construir una barqueta auxiliar tallant per la meitat un dory i afegint un espill de popa a una de les parts.[26][27]

| « | ... Ben aviat vaig comprendre que aquella petita embarcació faria de banyera i safareig... | » |

- Al Museu Ford hi ha dues banyeres notables: una de coure, en forma de bota i una banyera plegable de lona.[28]
- Winston Churchill era un gran usuari de les banyeres.[29]
- Igualment trista i tràgica seria la banyera d'un pis del barri parisenc del Marais, on va ser trobat sense vida el músic Jim Morrison el 1971.[30]
- El geni d'Alfred Hitchcock va immortalitzar cinematogràficament la banyera a la recurrent escena de Psicosi: "...després de plorar a la seva habitació, Marion entra a la cambra de bany i es despulla per fer-se una dutxa. Ja dempeus a la banyera, i amb l'aigua corrent, no sent que algú obre la porta del bany. Inesperadament, es corre la cortina i Marion només arribarà a veure l'ombra d'una dona gran que esgrimeix un gran ganivet de cuina. Marion crida, mentre la dona clava diverses vegades el ganivet al cos mullat. La dona es retira del bany i deixa Marion morta, que esquinça la cortina de la dutxa i cau sobre la vora de la banyera. La dutxa continuarà corrent i arrossegant la sang de Marion cap a l'embornal. Un primer pla mostra el seu ull mentre la càmera s'allunya girant sobre ella mateixa..."[31]